# Vilis Olavs
Vilis Olavs (Nascut Vilis Plute; 18 de maig de 1867 – 29 de març de 1917) fou un teòric, escriptor i humanista letó que va participar en la Primera Renaixença Letona del segle xix.

## Biografia
Vilis Olavs va néixer com a Vilis Plute el 18 de maig de 1867 a Bauska, Letònia, que llavors era part de l'Imperi Rus, fill de pagesos locals. El seu cognom va ser canviat a Olavs el 1890. Olavs es va graduar a la Universitat de Tartu el 1892 amb un grau en teologia, i de 1895 a 1897 va treballar com a professor a Riga, però va ser destituït després d'expressar les seves opinions liberals. Mentrestant, va continuar els seus estudis durant diversos anys a la Universitat Tècnica de Riga, fins que va fundar la seva pròpia escola privada de comerç per dones joves a Riga el 1904.
Olavs era molt actiu en política letona, especialment conegut per les seves escriptures i comentaris sobre la societat letona i la Renaixença letona, quan va començar a sorgir el desig d'autodeterminació del país. En contra de la influència germana, qui hi havia controlat tots afers socials i econòmics en el Bàltic des del segle xiii. Com a estudiant, Olavs va publicar un assaig premiat on demanava una oposició pacífica contra el poder alemany. Durant la dècada de 1890, Olavs era un membre actiu de la Societat letona de Riga, i el 1896 va organitzar la primera exposició etnogràfica letona. Fou també editor de diverses revistes, com "Baltija" (publicada a St Petersburg), els seus comentaris eren àmpliament llegits per la població letona.
Pel seu suport a la Revolució russa de 1905, el govern Imperial rus va acusar Olavs i el va sentenciar a un any de presó. Olavs Va escriure "Galvenos virzienus ētikā" mentre era a la presó (1908–1909), un agut treball contra els responsables del seu encarcerament.
Durant la Primera Guerra Mundial Olavs va ajudar la nació letona. Mentre la guerra tenia lloc a l'Europa Oriental, Olavs va organitzar i liderar el Comité central de refugiats letons, donant ajut a centenars de refugiats letons dins Rússia. Olavs va morir en un sanatori a Vyborg (Finlàndia) el 1917, i va ser reenterrat al Cementiri del Bosc de Riga el 1921, on un monument va ser construït en el seu honor el 1927.